# Nigel Melker
Nigel Melker (25 stycznia 1991 w Rotterdamie) – holenderski kierowca wyścigowy.

## Kariera

### Formuła Renault
Nigel karierę rozpoczął w roku 2001, od startów w kartingu. W sezonie 2008 przeszedł do wyścigów samochodów jednomiejscowych, debiutując we Włoskiej oraz północno-europejskiej Formule Renault. W kolejnym roku startów kontynuował starty w Formule NEC oraz zadebiutował w Europejskiej Formule Renault. Najlepiej spisał się w pierwszym sezonie w Formule NEC, kiedy to zmagania zakończył na 12. lokacie.

### Seria GP3
Na sezon 2010 podpisał kontrakt z niemiecką ekipą RSC Mücke Motorsport, na starty w serii GP3. Podczas pierwszych rund, rozegranych na torze Circuit de Catalunya i Istanbul Park, Holender dwukrotnie sięgnął po pole position. Pierwsze (i ostatnie w tym roku) punkty zdobył jednak dopiero w przedostatnim wyścigu sezonu, na włoskim torze Monza, gdzie został sklasyfikowany na ósmej pozycji. Dzięki temu do niedzielnego sprintu startował z pierwszego miejsca, jednakże i tym razem nie zdołał wykorzystać pierwszego rzędu. Ostatecznie zmagania zakończył na 23. miejscu.
W kolejnym roku współpracy posiadający większe doświadczenie Melker zwyciężył w inauguracyjnym wyścigu w Turcji. Na podium stawał łącznie trzy razy w ciągu czterech wyścigów, dzięki czemu plasował się na pozycji lidera klasyfikacji generalnej. Słabsza postawa w środkowej części sezonu spowodowała, iż Nigel spadł w punktacji. Ostatecznie dzięki punktom zdobytym w czterech wyścigach (dwukrotnie zajął najniższy stopień podium, na Nürburgringu oraz Spa-Francorchamps), Holender rywalizację zakończył na 3. pozycji.

### Seria GP2
W 2012 roku Melker dołączył do stawki serii GP2. Jeżdżąc w zespole Ocean Racing Technology z dorobkiem 25 punktów uplasował się na 19 pozycji w klasyfikacji końcowej.

### Formuła Renault 3.5
W 2012 roku w czasie rundy na torze Silverstone zajął miejsce w zespole Lotus. Podczas pierwszego wyścigu stanął na trzecim stopniu podium.
W sezonie 2013 podpisał kontrakt z zespołem Tech 1 Racing. W ciągu 17 wyścigów czterokrotnie stawał na podium, jednak nigdy nie zwyciężał. Z dorobkiem 136 punktów uplasował się na szóstej pozycji w klasyfikacji generalnej.

### Formuła Acceleration 1
W sezonie 2014 Holender reprezentował barwy swojego kraju w nowo utworzonej Formule Acceleration 1. W ciągu dziewięciu wyścigów, w których wystartował, dziewięciokrotnie stawał na podium, w tym pięciokrotnie na jego najwyższym stopniu. Uzbierał łącznie 136 punktów, co wystarczyło do zdobycia tytułu mistrzowskiego.

## Statystyki
| Sezon | Seria                                         | Zespół                  | Wyścigi | Zwycięstwa | PP | NO | Podium | Punkty | Poz. koń. |
| ----- | --------------------------------------------- | ----------------------- | ------- | ---------- | -- | -- | ------ | ------ | --------- |
| 2008  | Północnoeuropejski Puchar Formuły Renault 2.0 | Van Amersfoort Racing   | 15      | 0          | 0  | 0  | 0      | 120    | 12        |
| 2008  | Włoska Formuła Renault                        | Van Amersfoort Racing   | 10      | 0          | 0  | 0  | 0      | 18     | 37        |
| 2009  | Europejska Formuła Renault                    | MP Motorsport           | 10      | 0          | 0  | 0  | 0      | 5      | 23        |
| 2009  | Północnoeuropejski Puchar Formuły Renault 2.0 | MP Motorsport           | 6       | 0          | 0  | 0  | 0      | 77     | 18        |
| 2010  | Seria GP3                                     | RSC Mücke Motorsport    | 16      | 0          | 2  | 0  | 0      | 5      | 23        |
| 2011  | Seria GP3                                     | RSC Mücke Motorsport    | 16      | 1          | 0  | 2  | 5      | 38     | 3         |
| 2011  | Formuła 3 Euroseries                          | Mücke Motorsport        | 24      | 4          | 2  | 2  | 9      | 251    | 4         |
| 2012  | Seria GP2                                     | Ocean Racing Technology | 24      | 0          | 0  | 0  | 0      | 25     | 19        |
| 2012  | Formuła Renault 3.5                           | Lotus                   | 2       | 0          | 0  | 0  | 1      | 15     | 19        |
| 2013  | Formuła Renault 3.5                           | Tech 1 Racing           | 17      | 0          | 0  | 2  | 4      | 136    | 6         |
| 2014  | Formuła Acceleration 1                        | Azerti Racing           | 9       | 5          | 4  | 3  | 9      | 136    | 1         |

## Wyniki w GP2
| Legenda oznaczeń w tabelach wyników Wyświetl szablon na nowej stronie | Legenda oznaczeń w tabelach wyników Wyświetl szablon na nowej stronie                                                                     |
| Oznaczenie                                                            | Wyjaśnienie |
| --------------------------------------------------------------------- | --- |
| Złoty                                                                 | Zwycięzca lub mistrzostwo |
| Srebrny                                                               | 2. miejsce lub wicemistrzostwo |
| Brązowy                                                               | 3. miejsce lub II wicemistrzostwo |
| Zielony                                                               | Ukończył, punktował (w klasyfikacji generalnej, gdy zdobył co najmniej jeden punkt na przestrzeni sezonu, poza trzema powyższymi opcjami) |
| Niebieski                                                             | Ukończył, nie punktował (w klasyfikacji generalnej, gdy nie zdobył co najmniej jednego punktu na przestrzeni sezonu)                      |
| Czerwony                                                              | Nie zakwalifikował się (NZ) |
| Czerwony                                                              | Nie prekwalifikował się (NPK) |
| Różowy                                                                | Nie ukończył (NU) |
| Różowy                                                                | Niesklasyfikowany (NS) (w klasyfikacji generalnej, gdy nie został sklasyfikowany w żadnym wyścigu sezonu)                                 |
| Czarny                                                                | Zdyskwalifikowany (DK) |
| Czarny                                                                | Wykluczony (WYK/EX) |
| Biały                                                                 | Nie wystartował (NW) |
| Biały                                                                 | Kontuzjowany (K/INJ) |
| Biały                                                                 | Wyścig odwołany (OD/C) |
| Bez koloru                                                            | Został wycofany (WYC/WD) |
| Bez koloru                                                            | Nie przybył (NP/DNA) |
| Bez koloru                                                            | Nie brał udziału w treningach (NT/DNP) |
| Bez koloru                                                            | Nie został zgłoszony (–) |
| Pogrubienie                                                           | Start z pole position |
| Kursywa                                                               | Najszybsze okrążenie wyścigu |
| †                                                                     | Nie ukończył, ale jego rezultat został zaliczony ze względu na przejechanie więcej niż 90% dystansu wyścigu.                              |
| *                                                                     | Sezon w trakcie |
| 1/2/3                                                                 | Punktowana pozycja w sprincie kwalifikacyjnym                                                                                             |
| Lista systemów punktacji Formuły 1                                    | |

| Rok  | Zespół                  | Wyniki w poszczególnych eliminacjach | Wyniki w poszczególnych eliminacjach | Wyniki w poszczególnych eliminacjach | Wyniki w poszczególnych eliminacjach | Wyniki w poszczególnych eliminacjach | Wyniki w poszczególnych eliminacjach | Wyniki w poszczególnych eliminacjach | Wyniki w poszczególnych eliminacjach | Wyniki w poszczególnych eliminacjach | Wyniki w poszczególnych eliminacjach | Wyniki w poszczególnych eliminacjach | Wyniki w poszczególnych eliminacjach | Wyniki w poszczególnych eliminacjach | Wyniki w poszczególnych eliminacjach | Wyniki w poszczególnych eliminacjach | Wyniki w poszczególnych eliminacjach | Wyniki w poszczególnych eliminacjach | Wyniki w poszczególnych eliminacjach | Wyniki w poszczególnych eliminacjach | Wyniki w poszczególnych eliminacjach | Wyniki w poszczególnych eliminacjach | Wyniki w poszczególnych eliminacjach | Wyniki w poszczególnych eliminacjach | Wyniki w poszczególnych eliminacjach | Punkty | Pozycja |
| ---- | ----------------------- | ------------------------------------ | ------------------------------------ | ------------------------------------ | ------------------------------------ | ------------------------------------ | ------------------------------------ | ------------------------------------ | ------------------------------------ | ------------------------------------ | ------------------------------------ | ------------------------------------ | ------------------------------------ | ------------------------------------ | ------------------------------------ | ------------------------------------ | ------------------------------------ | ------------------------------------ | ------------------------------------ | ------------------------------------ | ------------------------------------ | ------------------------------------ | ------------------------------------ | ------------------------------------ | ------------------------------------ | ------ | ------- |
| 2012 | Ocean Racing Technology | MAL                                  | MAL                                  | BHR                                  | BHR                                  | BHR                                  | BHR                                  | ESP                                  | ESP                                  | MON                                  | MON                                  | VAL                                  | VAL                                  | GBR                                  | GBR                                  | DEU                                  | DEU                                  | HUN                                  | HUN                                  | BEL                                  | BEL                                  | ITA                                  | ITA                                  | SIN                                  | SIN                                  | 25     | 19      |
| 2012 | Ocean Racing Technology | 16                                   | 14                                   | 20†                                  | 18                                   | 19                                   | 11                                   | 14                                   | 24                                   | NU                                   | 12                                   | NU                                   | 13                                   | 4                                    | 6                                    | 6                                    | 8                                    | 14                                   | 18                                   | NU                                   | NW                                   | 11                                   | NU                                   | 12                                   | 12                                   | 25     | 19      |

## Wyniki w GP3
| Legenda oznaczeń w tabelach wyników Wyświetl szablon na nowej stronie | Legenda oznaczeń w tabelach wyników Wyświetl szablon na nowej stronie                                                                     |
| Oznaczenie                                                            | Wyjaśnienie |
| --------------------------------------------------------------------- | --- |
| Złoty                                                                 | Zwycięzca lub mistrzostwo |
| Srebrny                                                               | 2. miejsce lub wicemistrzostwo |
| Brązowy                                                               | 3. miejsce lub II wicemistrzostwo |
| Zielony                                                               | Ukończył, punktował (w klasyfikacji generalnej, gdy zdobył co najmniej jeden punkt na przestrzeni sezonu, poza trzema powyższymi opcjami) |
| Niebieski                                                             | Ukończył, nie punktował (w klasyfikacji generalnej, gdy nie zdobył co najmniej jednego punktu na przestrzeni sezonu)                      |
| Czerwony                                                              | Nie zakwalifikował się (NZ) |
| Czerwony                                                              | Nie prekwalifikował się (NPK) |
| Różowy                                                                | Nie ukończył (NU) |
| Różowy                                                                | Niesklasyfikowany (NS) (w klasyfikacji generalnej, gdy nie został sklasyfikowany w żadnym wyścigu sezonu)                                 |
| Czarny                                                                | Zdyskwalifikowany (DK) |
| Czarny                                                                | Wykluczony (WYK/EX) |
| Biały                                                                 | Nie wystartował (NW) |
| Biały                                                                 | Kontuzjowany (K/INJ) |
| Biały                                                                 | Wyścig odwołany (OD/C) |
| Bez koloru                                                            | Został wycofany (WYC/WD) |
| Bez koloru                                                            | Nie przybył (NP/DNA) |
| Bez koloru                                                            | Nie brał udziału w treningach (NT/DNP) |
| Bez koloru                                                            | Nie został zgłoszony (–) |
| Pogrubienie                                                           | Start z pole position |
| Kursywa                                                               | Najszybsze okrążenie wyścigu |
| †                                                                     | Nie ukończył, ale jego rezultat został zaliczony ze względu na przejechanie więcej niż 90% dystansu wyścigu.                              |
| *                                                                     | Sezon w trakcie |
| 1/2/3                                                                 | Punktowana pozycja w sprincie kwalifikacyjnym                                                                                             |
| Lista systemów punktacji Formuły 1                                    | |

| Rok  | Zespół               | Wyniki w poszczególnych eliminacjach | Wyniki w poszczególnych eliminacjach | Wyniki w poszczególnych eliminacjach | Wyniki w poszczególnych eliminacjach | Wyniki w poszczególnych eliminacjach | Wyniki w poszczególnych eliminacjach | Wyniki w poszczególnych eliminacjach | Wyniki w poszczególnych eliminacjach | Wyniki w poszczególnych eliminacjach | Wyniki w poszczególnych eliminacjach | Wyniki w poszczególnych eliminacjach | Wyniki w poszczególnych eliminacjach | Wyniki w poszczególnych eliminacjach | Wyniki w poszczególnych eliminacjach | Wyniki w poszczególnych eliminacjach | Wyniki w poszczególnych eliminacjach | Punkty | Pozycja |
| ---- | -------------------- | ------------------------------------ | ------------------------------------ | ------------------------------------ | ------------------------------------ | ------------------------------------ | ------------------------------------ | ------------------------------------ | ------------------------------------ | ------------------------------------ | ------------------------------------ | ------------------------------------ | ------------------------------------ | ------------------------------------ | ------------------------------------ | ------------------------------------ | ------------------------------------ | ------ | ------- |
| 2010 | RSC Mücke Motorsport | ESP                                  | ESP                                  | TUR                                  | TUR                                  | VAL                                  | VAL                                  | GBR                                  | GBR                                  | DEU                                  | DEU                                  | HUN                                  | HUN                                  | BEL                                  | BEL                                  | ITA                                  | ITA                                  | 5      | 23      |
| 2010 | RSC Mücke Motorsport | NU                                   | 14                                   | 23                                   | 17                                   | NU                                   | 15                                   | 12                                   | NU                                   | NU                                   | NU                                   | 23                                   | 14                                   | 12                                   | 15                                   | 8                                    | 13                                   | 5      | 23      |
| 2011 | RSC Mücke Motorsport | TUR                                  | TUR                                  | ESP                                  | ESP                                  | VAL                                  | VAL                                  | GBR                                  | GBR                                  | DEU                                  | DEU                                  | HUN                                  | HUN                                  | BEL                                  | BEL                                  | ITA                                  | ITA                                  | 38     | 3       |
| 2011 | RSC Mücke Motorsport | 1                                    | 3                                    | 6                                    | 2                                    | NU                                   | 19                                   | NU                                   | 8                                    | 10                                   | 3                                    | 8                                    | 4                                    | 3                                    | NU                                   | 9                                    | NU                                   | 38     | 3       |

## Wyniki w Formule Renault 3.5
| Legenda oznaczeń w tabelach wyników Wyświetl szablon na nowej stronie | Legenda oznaczeń w tabelach wyników Wyświetl szablon na nowej stronie                                                                     |
| Oznaczenie                                                            | Wyjaśnienie |
| --------------------------------------------------------------------- | --- |
| Złoty                                                                 | Zwycięzca lub mistrzostwo |
| Srebrny                                                               | 2. miejsce lub wicemistrzostwo |
| Brązowy                                                               | 3. miejsce lub II wicemistrzostwo |
| Zielony                                                               | Ukończył, punktował (w klasyfikacji generalnej, gdy zdobył co najmniej jeden punkt na przestrzeni sezonu, poza trzema powyższymi opcjami) |
| Niebieski                                                             | Ukończył, nie punktował (w klasyfikacji generalnej, gdy nie zdobył co najmniej jednego punktu na przestrzeni sezonu)                      |
| Czerwony                                                              | Nie zakwalifikował się (NZ) |
| Czerwony                                                              | Nie prekwalifikował się (NPK) |
| Różowy                                                                | Nie ukończył (NU) |
| Różowy                                                                | Niesklasyfikowany (NS) (w klasyfikacji generalnej, gdy nie został sklasyfikowany w żadnym wyścigu sezonu)                                 |
| Czarny                                                                | Zdyskwalifikowany (DK) |
| Czarny                                                                | Wykluczony (WYK/EX) |
| Biały                                                                 | Nie wystartował (NW) |
| Biały                                                                 | Kontuzjowany (K/INJ) |
| Biały                                                                 | Wyścig odwołany (OD/C) |
| Bez koloru                                                            | Został wycofany (WYC/WD) |
| Bez koloru                                                            | Nie przybył (NP/DNA) |
| Bez koloru                                                            | Nie brał udziału w treningach (NT/DNP) |
| Bez koloru                                                            | Nie został zgłoszony (–) |
| Pogrubienie                                                           | Start z pole position |
| Kursywa                                                               | Najszybsze okrążenie wyścigu |
| †                                                                     | Nie ukończył, ale jego rezultat został zaliczony ze względu na przejechanie więcej niż 90% dystansu wyścigu.                              |
| *                                                                     | Sezon w trakcie |
| 1/2/3                                                                 | Punktowana pozycja w sprincie kwalifikacyjnym                                                                                             |
| Lista systemów punktacji Formuły 1                                    | |

| Rok  | Zespół        | Wyniki w poszczególnych eliminacjach | Wyniki w poszczególnych eliminacjach | Wyniki w poszczególnych eliminacjach | Wyniki w poszczególnych eliminacjach | Wyniki w poszczególnych eliminacjach | Wyniki w poszczególnych eliminacjach | Wyniki w poszczególnych eliminacjach | Wyniki w poszczególnych eliminacjach | Wyniki w poszczególnych eliminacjach | Wyniki w poszczególnych eliminacjach | Wyniki w poszczególnych eliminacjach | Wyniki w poszczególnych eliminacjach | Wyniki w poszczególnych eliminacjach | Wyniki w poszczególnych eliminacjach | Wyniki w poszczególnych eliminacjach | Wyniki w poszczególnych eliminacjach | Wyniki w poszczególnych eliminacjach | Punkty | Pozycja |
| ---- | ------------- | ------------------------------------ | ------------------------------------ | ------------------------------------ | ------------------------------------ | ------------------------------------ | ------------------------------------ | ------------------------------------ | ------------------------------------ | ------------------------------------ | ------------------------------------ | ------------------------------------ | ------------------------------------ | ------------------------------------ | ------------------------------------ | ------------------------------------ | ------------------------------------ | ------------------------------------ | ------ | ------- |
| 2012 | Lotus         | ARA                                  | ARA                                  | MON                                  | BEL                                  | BEL                                  | DEU                                  | DEU                                  | RUS                                  | RUS                                  | GBR                                  | GBR                                  | HUN                                  | HUN                                  | FRA                                  | FRA                                  | CAT                                  | CAT                                  | 15     | 19      |
| 2012 | Lotus         | -                                    | -                                    | -                                    | -                                    | -                                    | -                                    | -                                    | -                                    | -                                    | 3                                    | NU                                   | -                                    | -                                    | -                                    | -                                    | -                                    | -                                    | 15     | 19      |
| 2013 | Tech 1 Racing | ITA                                  | ITA                                  | ARA                                  | ARA                                  | MON                                  | BEL                                  | BEL                                  | RUS                                  | RUS                                  | AUT                                  | AUT                                  | HUN                                  | HUN                                  | FRA                                  | FRA                                  | CAT                                  | CAT                                  | 136    | 6       |
| 2013 | Tech 1 Racing | 5                                    | 11                                   | 6                                    | 6                                    | 17                                   | 3                                    | 6                                    | 3                                    | 15                                   | 2                                    | 2                                    | 6                                    | 4                                    | NU                                   | 4                                    | NU                                   | 8                                    | 136    | 6       |